# Idabel
Idabel – miasto w Stanach Zjednoczonych, w stanie Oklahoma, siedziba administracyjna hrabstwa McCurtain.